# Buffalo n.º 409
Buffalo n.º 409 es un municipio rural canadiense situado en la provincia de Saskatchewan.

## Superficie
Buffalo n.º 409 tiene una superficie de 1204,97 km².

## Demografía
En 2021, tenía 420 habitantes, una densidad poblacional de 0,3 hab./km², y 188 viviendas.